# Marina de Grèce
Signature
Marina de Grèce (en anglais : Marina of Greece et en grec moderne : Μαρίνα της Ελλάδας / Marína tis Elládas), princesse de Grèce et de Danemark puis, par son mariage, duchesse de Kent, est née le 13 décembre 1906 à Athènes, en Grèce, et morte le 27 août 1968 à Londres, au Royaume-Uni. Petite-fille du roi des Hellènes Georges Ier, elle entre dans la famille royale britannique par son mariage avec le prince George, duc de Kent, fils du roi George V.

## Biographie

### Famille et jeunesse

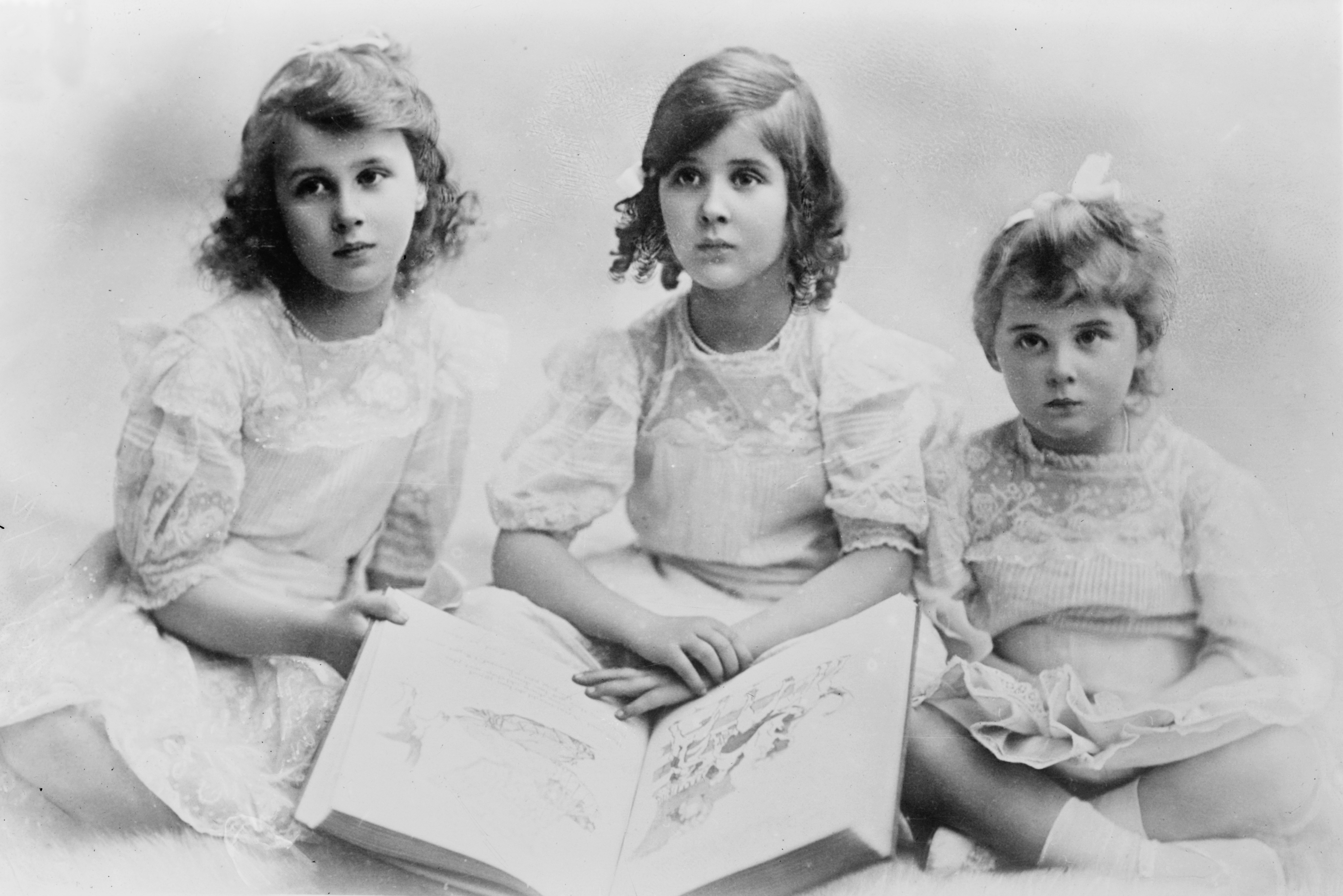
Marina, à droite, avec ses sœurs Olga, à gauche, et Élisabeth, au milieu.

La princesse Marina est née le 13 décembre 1906 à Athènes durant le règne de son grand-père paternel le roi  Georges Ier de Grèce. Elle est la troisième et dernière fille du prince Nicolas de Grèce et de son épouse la grande-duchesse Hélène Vladimirovna de Russie. Son père est le troisième fils de Georges Ier de Grèce et d'Olga Constantinovna de Russie, tandis que sa mère est la fille unique du grand-duc Vladimir Alexandrovitch de Russie et de Marie de Mecklembourg-Schwerin. Elle a deux sœurs aînées, Olga, princesse de Yougoslavie, et Élisabeth, comtesse de Toerring-Jettenbach.
Elle est la cousine de Philip Mountbatten, mais aussi — et entre autres — du grand-duc Vladimir Kirillovitch de Russie, prétendant au trône impérial de Russie, de la sœur de celui-ci, la grande-duchesse Kira Kirillovna de Russie, épouse du prétendant au trône de Prusse Louis-Ferdinand de Prusse et du prince-écrivain Michel de Grèce.
Elle est baptisée à la fin de l'année 1906, et ses parrains et marraines sont : son grand-père le roi Georges Ier de Grèce, le roi Édouard VII du Royaume-Uni, la princesse de Galles Mary, son oncle paternel le prince André de Grèce, son oncle maternel le grand-duc Boris Vladimirovitch de Russie et sa tante maternelle par mariage la grande-duchesse Victoria-Mélita.
Marina passe ses premières années en Grèce, et réside avec ses parents et grands-parents paternels à Tatoï. Avec ses sœurs, elle est élevée pour être pieuse et religieuse, ce qui est encouragé par sa grand-mère, la reine Olga. Elle reçoit une éducation typiquement britannique au point que, petite fille, elle préfère prier en anglais. La famille de Marina voyage souvent en dehors de la Grèce, surtout pendant les mois d'été. Sa première visite en Grande-Bretagne remonte à 1910, après la mort de son parrain, Édouard VII. Au cours de cette visite, elle rencontre son autre marraine et future belle-mère, la reine Mary de Teck, qui traite Marina et ses sœurs comme ses propres enfants.
La famille royale grecque est contrainte à l'exil lorsque Marina a 11 ans. La famille déménage à Paris, tandis que la princesse reste avec sa famille élargie dans toute l'Europe.

### Duchesse de Kent

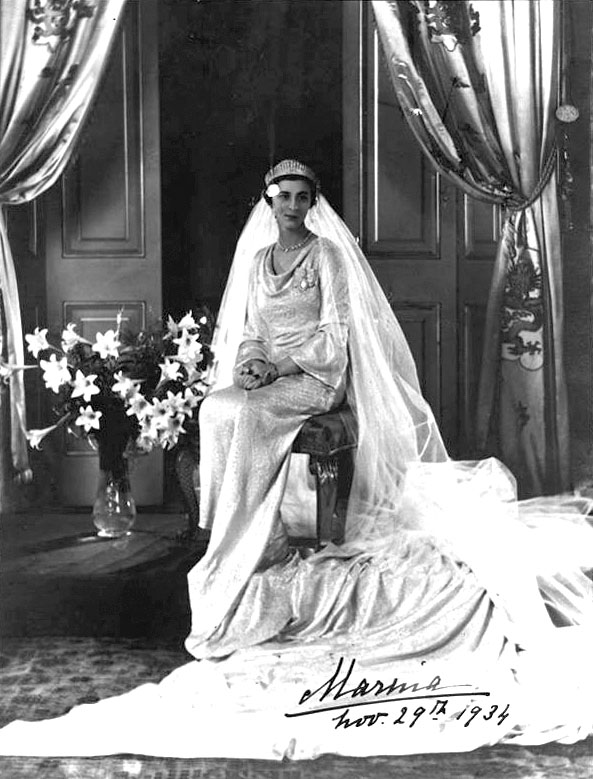
La duchesse de Kent lors de son mariage en 1934.

En 1932, la princesse Marina et le prince George du Royaume-Uni, quatrième fils du roi George V et de la reine Mary et son cousin au second degré par Christian IX de Danemark, se rencontrent à Londres. Leurs fiançailles sont annoncées en août 1934. Le prince George est créé duc de Kent le 9 octobre 1934. Le 29 novembre 1934, ils se marient à l'abbaye de Westminster. Le mariage est une grande affaire, car plus de onze ans se sont écoulés depuis le dernier mariage royal, celui du prince Albert, duc d'York, et d'Elizabeth Bowes-Lyon. Le mariage du prince George et de la princesse Marina est le premier mariage royal à être diffusé à la radio grâce à l'utilisation de technologies comme le microphone, la salle de contrôle étant située sous la tombe du soldat inconnu de l'abbaye de Westminster. Le service est diffusé localement et à l'étranger, et des haut-parleurs permettent aux spectateurs à l'extérieur de l'abbaye de le suivre. Le mariage est suivi d'une cérémonie grecque en la chapelle privée du palais de Buckingham, transformée en chapelle orthodoxe pour la cérémonie.
Le couple a trois enfants : 
- Le prince Edward de Kent, né le 9 octobre 1935, actuel duc de Kent, qui épouse en 1961 Katharine Worsley, d'où postérité ;
- La princesse Alexandra de Kent, née le 25 décembre 1936, qui épouse en 1963 Sir Angus Ogilvy, d'où postérité ;
- Le prince Michael de Kent, né le 4 juillet 1942, qui épouse en 1978 la baronne Marie-Christine von Reibnitz, d'où postérité.

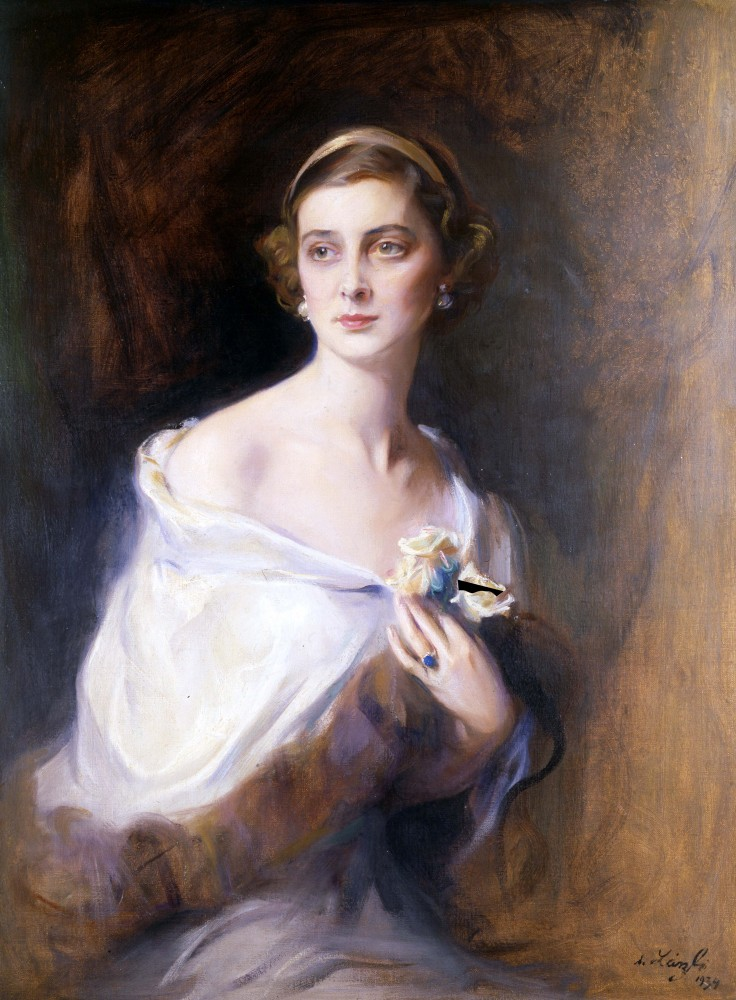
Portrait de la duchesse de Kent (Philip de László, 1934).

Le duc et la duchesse s'installent au 3 Belgrave Square, près du palais de Buckingham. Elle devient la marraine de plusieurs organisations caritatives, dont le Elizabeth Garrett Anderson Hospital, le Women's Hospital Fund, et la Central School of Speech and Drama. Elle continuera à soutenir ces organismes de bienfaisance et institutions pour le reste de sa vie. Elle devient très proche de sa belle-mère avec qui elle passe beaucoup de temps pendant que son mari est absent pour s'acquitter de ses propres fonctions royales. Pendant la Seconde Guerre mondiale, Marina suit une formation d'infirmière pendant trois mois sous le pseudonyme de Sister Kay et rejoint la réserve d'infirmières civiles.
Le duc de Kent est tué le 25 août 1942, dans l'accident aérien de Dunbeath, alors qu'il est en service actif dans la Royal Air Force. La duchesse, selon le biographe royal Hugo Vickers, est « la seule veuve de guerre en Grande-Bretagne qui a dû payer des droits de succession ».
Après la mort de son mari, la duchesse de Kent continue d'être un membre actif de la famille royale britannique, effectuant un large éventail d'engagements royaux et officiels. Elle est ainsi présidente du All England Lawn Tennis and Croquet Club pendant 26 ans. Elle est également présidente de la Royal National Lifeboat Institution de 1943 à sa mort et reçoit la médaille d'or du RNLI en 1967 pour marquer cette contribution.
En 1947, la princesse Marina visite la Grèce et l'Italie,. En juin 1952, la duchesse pose la première pierre de la nouvelle église Saint-Marc à Bromley, endommagée pendant la guerre.
En 1952, la duchesse visite également le Sarawak (alors une colonie de la Couronne), où elle pose la première pierre de la cathédrale Saint-Thomas à Kuching. Elle visite également le camp de Batu Lintang, un camp d'internement japonais pendant la Seconde Guerre mondiale converti en école de formation des enseignants, ainsi que la ville de Sibu, où elle inaugure le service ambulatoire de l'hôpital Lau Kheng Howe.
En mars 1957, lorsque la Côte-de-l'Or obtient son indépendance de la Grande-Bretagne sous le nom de Ghana, la duchesse de Kent représente la reine lors des célébrations. En 1964, la princesse fait une longue tournée en Australie et inaugure le pont de Gladesville de Sydney. En septembre 1966, lorsque le protectorat britannique du Bechuanaland devient la nouvelle République du Botswana, la princesse représente à nouveau la reine aux célébrations. Le principal hôpital public de Gaborone, la nouvelle capitale du Botswana, est alors baptisé Princess Marina Hospital.
Marina est nommée au International Best Dressed List Hall of Fame en 1960. Elle est chancelière de l'université du Kent de 1963 à sa mort.
La princesse Marina meurt d'une tumeur au cerveau au palais de Kensington à 11 h 40 le 27 août 1968, à l'âge de 61 ans,. Les funérailles de la princesse ont lieu à la chapelle Saint-Georges de Windsor le 30 août. Elle est enterrée au cimetière royal de Frogmore. C'est la dernière cérémonie royale à laquelle assiste son beau-frère, l'ancien roi Édouard VIII.

## Titres et distinctions

### Titulature complète
À la fin de sa vie sa titulature usuelle est Son Altesse Royale la princesse Marina, duchesse de Kent, grâce à l'autorisation de la reine Élisabeth peu avant le mariage de son fils, Edward. Cette titulature permettait de ne pas confondre la duchesse douairière de Kent et l'épouse de son fils. Contrairement à sa belle-sœur, la princesse Alice, Marina n'a pas été créée princesse, car elle est princesse de Grèce et de Danemark par naissance. Elle n'a fait que reprendre sa titulature princière contrairement à l'usage qui voulait qu'elle porte le titre de duchesse douairière.
Elle porte successivement le titre de :
- Son Altesse Royale la princesse Marina de Grèce et de Danemark (1906-1934)
- Son Altesse Royale la duchesse de Kent (1934-1961)
- Son Altesse Royale la princesse Marina, duchesse de Kent (1961-1968)

### Distinctions

#### Distinctions britanniques
- 1935 : dame grand-croix de l’ordre de Saint-Jean de Jérusalem
- 1937 : dame de l’ordre de la Couronne d’Inde (CI)
- 1937 : dame grand-croix de l’ordre de l’Empire britannique (GBE)
- 1948 : dame grand-croix de l’ordre royal de Victoria (GCVO)
- Ordre de la famille royale du roi George V
- Ordre de la famille royale du roi George VI
- Ordre de la famille royale de la reine Élisabeth II

#### Distinctions étrangères
- Ordre des Saintes-Olga-et-Sophie, 1re classe (Grèce)
- Grand-croix de l'ordre de Bienfaisance (Grèce)
- Grand-croix de l’ordre de l’Aigle aztèque (Mexique)
- Grand-croix de l’ordre du Soleil du Pérou (Pérou)
- Grand-croix de l’ordre du Mérite du Chili (Chili)
- Grand-croix de l’ordre de la Croix du Sud (Brésil)
- Grand-croix de l’ordre du Libérateur San Martín (Argentine)

## Dans la culture populaire
Dans la série télévisée The Crown (2016), son rôle est interprété par Rita McDonald Damper.
La chanson « She's Bought A Hat Like Princess Marina » de l'album Arthur (Or the Decline and Fall of the British Empire) du groupe The Kinks fait référence à Marina.

### Biographies de Marina
- (fr) Pierre Belperron, La princesse Marina, duchesse de Kent, Plon, 1936.
- (fr) Jennifer Ellis, La Vie de Marina, duchesse de Kent, Amiot-Dumont, 1951.
- (en) Grace Ellison, The Authorised Life Story of Princess Marina, William Heinemann, 1934.
- (en) Stella King, Princess Marina : Her Life and Times, Littlehampton Book Services Ltd, 1969 (ISBN 0304934607).
- (en) Celia Lee, « Princess Marina the Duchess of Kent as Commandant of the WRNS during the Second World War », dans Women in War: from home front to front line, Barnsley, Pen & Sword Military, 2012 (ISBN 9781848846692), p. 101-116.
- (en) Sophia Watson, Marina : The story of a Princess, Londres, Weidenfeld and Nicholson, 1994 (ISBN 0297814672).
- (en) James Wentworth Day, H.R.H. Princess Marina, Duchess of Kent, Robert Hale Ltd, 1969 (ISBN 0709107803).
- (en) « Marina Duchess of Kent - A beauty who was born a Greek princess and married into the House of Windsor », dans Newcomers' Lives - The Story of Immigrants as Told in Obituaries from The Times, Bloomsbury Academic, 2013 (ISBN 9781441159175), p. 75-78.

### Sur Marina et George
- (en) Ilana D. Miller et Arturo E. Beéche, « Chapter XXXI- The Wedding of the Duke of Kent & Princess Marina of Greece - Westminster Abbey, London, England, 29 November 1934 », dans Royal Gatherings : 1914-1939, vol. II, Eurohistory, 2015 (ISBN 9780985460389).
- (en) Edward Owens, « ‘All the world loves a lover’: the 1934 royal wedding of Prince George and Princess Marina », dans The Family Firm: Monarchy, Mass Media and the British Public, 1932–53, University of London Press, 2019 (ISBN 978-1-909646-95-7), p. 45-90.
- (en) Christopher Warwick, George and Marina, Londres, Weidenfeld and Nicholson, 1988 (ISBN 0297794531).

### Sur Marina et la famille royale britannique
- (en) John Van der Kiste, George V's Children, The History Press, 2003, 272 p. (ISBN 0750934689).